# 小行星9976
小行星9976（英語：9976）是一颗围绕太阳公转的小行星。1993年10月9日，S. Shirai、早川修司在Hidaka发现了此天体。
这颗小行星的绝对星等为293.3154787275568等。